# Kenneth Rexroth
 (janvier 2025).
Pour l’article homonyme, voir Château Rexroth.
Kenneth Rexroth (22 décembre 1905 - 6 juin 1982) est un poète libertaire américain qui fut l’un des premiers auteurs de son pays à s’intéresser à la tradition poétique japonaise, comme les haïkus et des poèmes chinois.
À vingt ans, il parcourt son pays dans tous les sens. Il s’installe à San Francisco en 1927. Il y milite dans des groupes anarchistes, pacifistes et antiracistes. Il participe aux activités de la Beat Generation dans les années 1950. En 1974, il publie une histoire du mouvement communautaire aux États-Unis.

## Biographie
Il fut une des figures de proue de la « Renaissance poétique de San Francisco », et eut une influence reconnue sur la Beat generation, bien qu’il fût critique des évolutions du mouvement et chercha à s’en distancer, repoussant son assimilation au mouvement. L'œuvre de Rexroth (qui comprend de la poésie, mais aussi des essais et des publications journalistiques) reflète un intérêt et une préoccupation constante pour la vie politique, culturelle, sociale, ainsi que pour l’écologie. Le ton habituel des vers de Rexroth peut les rapprocher de ceux de son poète préféré, Du Fu : tantôt révolté par les inégalités qui gangrènent le monde, tantôt émerveillé par le simple fait d’exister ; mais toujours sage et profondément humaniste. Il fut un anarchiste engagé, qui se tourna par la suite vers le socialisme et le syndicalisme.
Rexroth est né à South Bend dans l’Indiana, en 1905. Il perdit très tôt sa mère Delia, morte en 1916. Son adolescence fut partagée entre des études d’art et de petits boulots. Il épousa une illustratrice de Chicago, Andree Dutcher, et ils parcoururent la côte Ouest américaine pour leur lune de miel. Le couple eut deux filles, Mary et Katherine. Andree mourut de complications liées à son épilepsie en 1940, cette seconde perte acheva de marquer profondément la poésie de Rexroth, qui ne cessera d’aborder leurs décès via des vers méditatifs et poignants.
Rexroth était un autodidacte très instruit, qui relisait chaque année l’Encyclopedia Brittanica, comme on lit un roman. Chacun de ses écrits recèle de références à des thèmes aussi divers que l’anarchie politique, la peinture, la religion, la littérature Chinoise, la philosophie, etc.
On retient aussi de son œuvre The Love Poems of Marichiko, que Rexroth affirma avoir traduit d’un poète antique Japonais (mystification littéraire proche de celle qu’utilisa Pierre Louÿs pour ses Chansons de Bilitis). Lorsqu’il avoua avoir écrit ces poèmes, Rexroth n’en fut pas méprisé mais bien au contraire plus que jamais reconnu pour son talent et l’incroyable étendue de son répertoire poétique, ainsi capable de faire naître de profonds sentiments en se glissant dans la peau d’une poétesse d’un autre temps et d’une autre culture.
Jack Kerouac le fait apparaître dans son roman Les Clochards célestes sous le nom de Rheinhold Cacoethes. Roberto Bolaño le cite comme une inspiration poétique de Paul, personnage de sa Vie d'Anne Moore. 
Kenneth Rexroth mourut le 6 juin 1982 à Montecito, en Californie.

## Extrait: Requiem pour les morts d’Espagne
Les vastes constellations géométriques d’hiver
Se lèvent au-dessus de la Sierra Nevada,
Je marche sous les étoiles, les pieds sur la courbure connue de la terre.
Je suis des yeux les clignotants d’un avion,
Rouges et verts, qui s’enfonce grondant vers les Hyades.
La note des moteurs monte, aiguë, faible,
Inaudible enfin, puis les lumières se perdent
Dans la brume au sud-est, aux pieds d’Orion.
Comme le bruit s’éloigne, le froid me saisit et la pensée
Qui s’empare de moi me soulève le cœur. Je vois l’Espagne
Sous le ciel noir battu de vent, la neige qui tournoie légèrement,
Scintille et se déplace au-dessus des terres blafardes,
Et des hommes qui attendent, transis, blottis les uns contre les autres,
Un avion inconnu passant au-dessus de leurs têtes. L’appareil
Dans la brume survole les lignes ennemies vers le sud-est,
Des étincelles sous sa carlingue près de l’horizon.
Quand elles s’effacent la terre frissonne
Et le ronronnement faiblit. Les hommes se détendent un instant
Et redeviennent nerveux dès qu’ils se reprennent à penser.
Je vois les livres avortés, les expériences abandonnées,
Les tableaux arrêtés, les vies interrompues,
Que l’on descend dans les fosses recouvertes du drapeau rouge.
Je vois les cerveaux gris, vifs, brisés et maculés de sang,
Que l’on descend chacun dans son obscurité, inutiles sous la terre.
Seul sur une colline de San Francisco, un cauchemar
Tout à coup m’envahit et des cadavres
Surgis de l’autre côté du monde se pressent contre moi.
Alors, doux au début, riche et puissant ensuite,
J’entends le chant d’une jeune femme.
Les émigrants du coin de la rue veillent
Le corps de leur fils aîné, renversé par un camion sans chauffeur
Qui a dévalé la côte et l’a tué sur le coup.
Les voix l’une après l’autre se joignent au chant.
Orion traverse le méridien vers l’ouest,
Rigel, Bellatrix, Bételgeuse, défilent en ordre,
La grande nébuleuse miroite dans ses reins.
Kenneth Rexroth, 1937, tiré de In What Hour (1940). Version française in « Les Constellations d'hiver », traduit de l’américain par Joël Cornuault (Librairie La Brèche, 1999).

## Œuvres
- The dragon and the unicorn, 1952.
- A Bestiary for My Daughters Mary and Katherine, Bern Porter Press, 1955.
- One hundred poems from the Japanese, 1955.
- One hundred poems from the Chinese, 1956.
- In defense of the earth; poems, 1956.
- Poems from the Greek anthology, 1962.
- Natural numbers; new and selected poems, 1963.
- The homestead called Damascus, 1963.
- The collected shorter poems, 1966.
- The heart’s garden, the garden’s heart, 1968.
- The collected longer poems, 1968.
- With eye and ear, 1970.
- L’automne en Californie  (poèmes traduits et présentés par Joël Cornuault), Fédérop, 1994.
- Les constellations d’hiver  (poèmes traduits par Joël Cornuault), Librairie La Brèche, 1999.
- Les classiques revisités.
- Le San Francisco de Kenneth Rexroth  (chroniques traduites de l’américain et présentées par Joël Cornuault, revue Plein Chant, no 63), été 1997.
- Huit poèmes pour la musique d’Ornette Coleman ; deux poèmes pour Brew et Dick  (traduits par Joël Cornuault, revue Europe), octobre 1997.
- Le communalisme : les communautés affinitaires dissidentes, des origines au XXe siècle, Éditions de l'Insomniaque, 2019, 320 p.